# L'espurna
La espurna (L'espurna, en català normatiu) és una comèdia en un acte, original de Joaquim Riera i Bertran, estrenada al teatre Romea de Barcelona, la nit del 17 de novembre de 1887.
Segons la crítica de L'Esquella de la Torratxa, l'obra es tractava d'una adaptació de l'obra L'étincelle del poeta i dramaturg francès Edouard Pailleron.

## Repartiment de l'estrena
- Lluïsa: Carme Parreño
- Cecília: Caterina Fontova
- Rafel: Hermenegild Goula
- Francisco: Lleó Fontova[4]

## Edicions
- Llibreria d'Eudalt Puig, Barcelona s.a.